# Matzelsdorf (Gemeinde Burgschleinitz-Kühnring)
Matzelsdorf ist eine Ortschaft und eine Katastralgemeinde der Gemeinde Burgschleinitz-Kühnring im Bezirk Horn in Niederösterreich. Die Ortschaft hat 60 Einwohner (Stand 1. Jänner 2024). Bis Ende 1966 war Matzelsdorf eine eigenständige Gemeinde.

## Geschichte
Laut Adressbuch von Österreich waren im Jahr 1938 in der Ortsgemeinde Matzelsdorf mehrere Landwirte ansässig.
Mit 1. Jänner 1967 wurden im Zuge der Niederösterreichischen Kommunalstrukturverbesserung die bis dahin selbständigen Gemeinden Burgschleinitz, Amelsdorf, Buttendorf, Kühnring, Matzelsdorf, Sachsendorf, Sonndorf und Zogelsdorf zu Burgschleinitz-Kühnring fusioniert.

## Siedlungsentwicklung
Zum Jahreswechsel 1979/1980 befanden sich in der Katastralgemeinde Matzelsdorf insgesamt 33 Bauflächen mit 16.413 m² und 27 Gärten auf 26.406 m², 1989/1990 gab es 38 Bauflächen. 1999/2000 war die Zahl der Bauflächen auf 54 angewachsen und 2009/2010 bestanden 53 Gebäude auf 128 Bauflächen.

## Bodennutzung
Die Katastralgemeinde ist landwirtschaftlich geprägt. 248 Hektar wurden zum Jahreswechsel 1979/1980 landwirtschaftlich genutzt und 4 Hektar waren forstwirtschaftlich geführte Waldflächen. 1999/2000 wurde auf 249 Hektar Landwirtschaft betrieben und 4 Hektar waren als forstwirtschaftlich genutzte Flächen ausgewiesen. Ende 2018 waren 246 Hektar als landwirtschaftliche Flächen genutzt und Forstwirtschaft wurde auf 4 Hektar betrieben. Die durchschnittliche Bodenklimazahl von Matzelsdorf beträgt 46,4 (Stand 2010).